# 中尾排水路
中尾排水路（なかおはいすいろ）は、埼玉県さいたま市緑区・川口市を流れる排水路。区画整理事業などにより暗渠化が進む。谷中落（やなかおとし）とも呼ばれる。

## 概要
さいたま市緑区中尾の第二産業道路周辺の谷間を源流としていた。南東方面に南流し、武蔵野線をくぐって見沼代用水西縁を伏越で交差する。見沼代用水より下流側では谷中落と呼ばれている。川口市柳崎で藤右衛門川に合流する。

## 周辺
- 東中尾公園
- 鍵田公園
- さいたま市立向小学校
- 浦和向公園
- 柳崎公園
- 川口市立柳崎小学校
- 第二公園

## 橋梁
- 名称不明
- 八木崎橋
- 名称不明
- 埼玉県道1号さいたま川口線（第二産業道路）
- 名称不明

橋は数多くあるが名前の付いた橋は少ない。